# Погонич тонкодзьобий
Погонич тонкодзьобий (Sarothrura watersi) — вид журавлеподібних птахів родини Sarothruridae.

## Поширення
Ендемік Мадагаскару. Поширений на сході країни. Мешкає на болотистих луках та сільсько-господарських угіддях. За оцінками 1999 року в природі залишилося не більше 1500 тис. погоничів тонкодзьобих.

## Опис
Птах завдовжки 14-17 см та вагою до 26 г.

## Спосіб життя
Трапляється у дощових лісах, вторинних лісах, на плантаціях, заболочених луках, зазвичай, неподалік водойм. Живиться комахами та насінням. Сезон розмноження збігається із сезоном дощів, який на Мадагаскарі починається у вересні.